# 太平哨水电站
太平哨水电站位于中国辽宁省宽甸满族自治县太平哨镇坦甸子村东部，是浑江下流梯级开发中的第三个水电站。工程于1976年开工，1979年11月下闸蓄水。坝址以上控制流域面积12961平方千米，总库容2.06亿立方米，主坝为混凝土重力坝，最大坝高42.2米，坝坝长547米，坝顶宽8米，主坝上游7千米有一副坝，最大坝高11.8米，坝顶长30.8米，坝顶宽2米。电站装机容量16.1万kW，年均发电量4.3亿kW·h。电站由国电电力发展股份有限公司的全资企业国电电力和禹水电开发公司经营管理。